# Храм Успения Пресвятой Богородицы на Чижевском подворье
Храм Успения Пресвятой Богородицы на Чиже́вском подворье — православный храм в Китай-городе в Москве. Принадлежит к Иверскому благочинию Московской епархии Русской Православной церкви, имеет статус патриаршего подворья.
Расположен на территории бывшего подворья купцов Чижовых.

## История

### XVII—XIX века
На этом месте с начала XVI века стоял небольшой деревянный храм, освящённый во имя Михаила Малеина.
Почти вплотную к алтарю храма Михаила Малеина примыкал деревянный храм Жён-мироносиц напротив Печатного двора, относившийся к одноименному Мироносицкому монастырю.
Предположительно, в 1626 году оба эти храма сгорели.
На их месте в 1647 году новый владелец усадьбы — вернувшийся из ссылки боярин Михаил Салтыков − построил храм в честь Жён-мироносиц с приделом, освящённым в честь Успения Пресвятой Богородицы.
В 1691 году вместо Успенского придела храма Жён-мироносиц на средства бояр Салтыковых здесь было построено существующее сегодня здание храма Успения Пресвятой Богородицы на Чижевском подворье, который после постройки стал домовым храмом Салтыковых.
В 1787 году храм горел и после был исправлен. В 1802 году был заделан ход из дома и устроен отдельный ход с северной стороны.
В 1803 году храм был приписан к храму Святой Троицы в Полях (разрушен в 1934 году).
В начале XIX века храм, боярский дом и вся окружающая территория принадлежали Кусовниковым. Боярский дом и храм не пострадали от пожара 1812 года, потому что в нём располагался гражданский губернатор оккупированной Москвы Жан-Батист Лессепс.
Кусовников после изгнания французов особо ратовал за скорейшее начало церковной жизни в этом храме. Хотя и имеются свидетельства современников о том, что Кусовников был скрягой, но, по всей видимости, средства на храм находил.
В 1842 году купцы 1-й гильдии Гавриил и Алексей Чижовы приобрели у потомков надворного советника Петра Кусовникова (1766—1834) и Арины Кусовниковой (1762—1832) участок, ограниченный улицами: Никольская, Богоявленский переулок, Старопанский переулок и Большой Черкасский переулок.
В 1844—1854 годах Чижовы построили существующее здание по периметру участка. В здании разместили торговые лавки, гостиницы, склады для товаров. В глубоких и обширных подвалах подворья также разместили склады. 
Во время шестой переписи купцы Чижовы писали себя как Чижевы, и только после уже как Чижовы. Поэтому изначально подворье именовалось Чижевским.
До постройки трёхэтажных корпусов купеческого подворья Чижевых храм стоял посредине большого двора, и рядом с ним было кладбище.
Выстроенное Чижевское подворье скрыло храм со всех сторон трёхэтажными домами, теперь проход во двор к храму остался только через арку со стороны Никольской улицы.
С 1850-х годов храм стал приходским, и службы в нём совершались летом, начиная со Светлой седмицы.

### XX век
В начале XX века к западной части храма вплотную пристроили трёхэтажный дом. В 1902 году по проекту архитектора Бориса Шнауберта к церкви был построен переход.
После 1917 года в Чижевском подворье организовали общежитие Реввоенсовета.
Храм был закрыт в 1925 году и занят Наркоматом военно-морского флота.
В 1960—1970-х годах храм стоял обезглавленный и заброшенный, его помещения занимала строительно-монтажное управление.
30 августа 1960 года постановлением Совета министров РСФСР № 1327 храм поставлен на государственную охрану как памятник архитектуры.
С 1977 года помещения храма занимал Всесоюзный производственный научно-реставрационный комбинат.
Тогда же в храме была начата реставрация.
В 1990-х годах храм получил статус патриаршего подворья и был приписан к приходу храма святителя Николая на Преображенском кладбище.
Тогда начался новый этап реставрации.
Реставрация, проведённая в советское время, была частичной и оказалась некачественной: крыша храма протекала, на стенах продолжали разрастаться трещины.
Так как здание храма расположено над станцией метро «Площадь Революции», то от постоянных вибраций по зданию пошли крупные трещины, и возникла опасность разрушения.
При обследовании обнаружилось, что фундамента фактически нет и он не несёт функциональной нагрузки.
Поэтому были потрачены огромные средства спонсоров, чтобы силами компании «Мосметрострой» по современной технологии закачать несколько тонн жидкого бетона под здание храма и тем самым создать новый фундамент.
Только после этого трещины в стенах храма прекратили разрастаться.
В 2007 году в подвале Чижовского подворья (дом № 8; в некоторых сообщениях его неправильно называют «Шереметьевским») были найдены 81 человеческий скелет и револьвер «Браунинг» 1903 года выпуска. Изначально предполагалось, что это жертвы сталинских репрессий или Гражданской войны. Были выдвинуты также предположения, что скелеты относятся к погосту Успенского храма на Чижевском подворье, на территории которого находилось кладбище до постройки Чижевского подворья (до 1848 года), и не связаны с пистолетом.Судебно-медицинская экспертиза установила возраст останков в 200-300 лет и отсутствие огнестрельных повреждений на останках.

## Архитектура храма
Храм построен в стиле «нарышкинского барокко».
Четверик с прямоугольным алтарём и трапезной поднят на высокий подклет, по углам размещены парные колонны.
Окна оформлены наличниками с разорванным фронтоном. Завершает храм восьмерик с луковичной главкой на глухом барабане.

## Богослужения
С 2000 года возобновлены регулярные богослужения.
По воскресным и праздничным дням в 10 часов утра совершается Божественная литургия.
На буднях, по вторникам и четвергам, в 10 часов утра в храме служится молебен с чтением акафистов Божией Матери и святителю Николаю.

## Престол храма
- Успения Пресвятой Богородицы — главный.

## Святыни храма
- Чтимая икона «Успения Пресвятой Богородицы».

## Настоятели храма
- Протоиерей Леонид Кузьминов (24 августа 1993 — 1 августа 2016)[8].
- Иерей Сергий Савченков (1 августа 2016 — 17 апреля 2019)[9].
- Иерей Владимир Джурасс (с 17 апреля 2019 года)[10].
- В настоящее время настоятелем храма является протоиерей Александр Трепыхалин (сайт храма https://храм-чижевское.рф/)